# Пристан (трг)
Пристан је био средњовјековни трг, а касније и насеље у југоисточном дјелу Барског залива, уз брдо Волујица. Име је добио по пристаништу (пристану) подигнутом у средњем вијеку.

## Средњовјековни трг
Ондашњи Бар, који је вјековима био добро утврђен град, са подграђем (данас Стари Бар) од обале Јадранског мора је био удаљен око пет километара. Као и оближњи Бар, трг Пристан је често мијењао господаре. Најприје је пристаниште са околином у рукама Византије, државе Дукље, па опет византијско, до 1183. године, када улази у састав средњовјековне државе Србије. Трг Пристан је у рукама је господара Зете Балшића (до 1405. и од 1412 - 1421) Венеције (од 1405 - 1412, као и 1421) Српске деспотовине (од 1421) и кратко у рукама великог босанског војводе Стефана Вукчића Косаче (1441. и 1442 - 1443).

## Под Млечанима и Османлијама
Пристан је био под Млечанима, од 1443. све до 1571. када га заједно са Баром предају Турцима. Пристаниште је дограђивано за вријеме Отоманске власти, када су га чинили лукобран (насип од камена) и мали дрвени гат, дуг десетак, а широк три до четири метра (уз који су могли да пристају бродови носивости од 480 до 720 тона).

## У Књажевини Црној Гори
Када је област Бара ушла у састав Књажевине Црне Горе, насеље Пристан постаје црногорски излаз на море. У њему је 1879. године основано Капетанство луке Пристан, а на брду Волујица постављен је фењер домета десет наутичких миља. Почетко XX вијека насеље Пристан је имало неколико стотина становника. Године 1905. положен је камен темељац за будућу Луку Бар и нову фаза развоја самог насеља Пристан.
Министарски савјет Књажевине, 24. априла 1908. године, одлучио је да се нова варош (која се формирала уз луку) назове Нови Бар, а дотадашњи Бар (на падинама Румије) добио је назив Стари Бар – чиме је званично укинуто име Пристан.